# Милосавци
Милосавци су насељено мјесто на подручју града Лакташи, Република Српска, БиХ. Према попису становништва из 1991. у насељу је живјело 595 становника.

## Спорт
Милосавци су сједиште фудбалског клуба Жупа Милка.

## Становништво
| Националност       | 1991.        | 1981.        | 1971.        |
| Срби               | 574 (96,47%) | 626 (95,28%) | 742 (98,93%) |
| Југословени        | 14 (2,35%)   | 27 (4,10%)   |              |
| Хрвати             |              |              | 2 (0,26%)    |
| остали и непознато | 7 (1,17%)    | 4 (0,60%)    | 6 (0,80%)    |
| Укупно             | 595          | 657          | 750          |

| Демографија | Демографија | Демографија |
| Година      | Становника  | Становника  |
| ----------- | ----------- | ----------- |
| 1948.       | 851         |             |
| 1953.       | 905         |             |
| 1961.       | 818         |             |
| 1971.       | 750         |             |
| 1981.       | 657         |             |
| 1991.       | 585         |             |

## Знамените личности
- Милош Шестић, српски фудбалер